# Please Go Home
«Please Go Home» —en español: «Por favor ve a casa»— es una canción de la banda británica de rock The Rolling Stones.
Fue escrita por Mick Jagger y Keith Richards y grabada en agosto de 1966. Apareció por primera vez en la versión británica del álbum Between the Buttons, editado en 1967. En la versión estadounidense se dejó afuera del LP, para incluir a los exitosos sencillos «Let's Spend the Night Together» y «Ruby Tuesday». La canción apareció más tarde en los Estados Unidos, en el álbum recopilatorio Flowers.
«Please Go Home» mezcla un pesado ritmo de Bo Diddley y floreos psicodélicos, como repetidos ecos al final de cada línea del coro. 
La canción ha sido versionda por Izzy Stradlin.

## Personal
Acreditados:
- Mick Jagger: voz, maracas
- Keith Richards:  guitarra eléctrica, coros
- Brian Jones: Mellotron, Theramín,  percusión
- Bill Wyman: bajo
- Charlie Watts: batería